# فهرست قنات‌های شهرستان فیروزآباد
جدول زیر بر اساس آمار وزارت جهاد کشاورزی تهیه شده‌است. فهرست زیر قنات‌های شهرستان فیروزآباد در استان فارس را نشان می‌دهد.
| نام قنات               | موقعیت                            | نزدیک‌ترین روستا | طول قنات (متر) | تعداد میله چاه | عمق مادر چاه | دبی (لیتر بر ثانیه) | سطح زیر کشت (هکتار) |
| ---------------------- | --------------------------------- | --------------- | -------------- | -------------- | ------------ | ------------------- | ------------------- |
| آب باد بزرگ            | بخشی نامعلوم در شهرستان فیروزآباد | نیمده           | ۵۰             | ۴              | ۵            | ۰                   | ۰                   |
| آب باغ                 | بخش مرکزی شهرستان فیروزآباد       | حسن‌آباد سرگرد   | ۱۰۰۰           | ۵۰             | ۱۰           | ۰                   | ۱۴۰                 |
| آب شیرین               | بخشی نامعلوم در شهرستان فیروزآباد | نارک            | ۴۰۰            | ۵              | ۸۰           | ۱۲                  | ۱۶                  |
| ابده                   | بخشی نامعلوم در شهرستان فیروزآباد | مرند            | ۲۰۰۰           | ۱۵۰            | ۳۰           | ۳                   | ۱۲۵                 |
| اب‌آباد                 | بخشی نامعلوم در شهرستان فیروزآباد | ابگرم           | ۱۵۰            | ۰              | ۰            | ۵۰                  | ۶۰                  |
| اسلام‌آباد              | بخش مرکزی شهرستان فیروزآباد       | اسلام‌آباد       | ۲۰۰۰           | ۱۰۰            | ۱۴           | ۰                   | ۱۰۰                 |
| اطرویه                 | بخشی نامعلوم در شهرستان فیروزآباد | افزر            | ۱۰۰۰           | ۳۴             | ۲۲           | ۱۱                  | ۱۰۰                 |
| باغ کاحیدر             | بخشی نامعلوم در شهرستان فیروزآباد | قنات باغ        | ۳۰۰            | ۵۰             | ۱۵           | ۱۵                  | ۰                   |
| باغنو                  | بخشی نامعلوم در شهرستان فیروزآباد | باغنو           | ۱۰۰۰           | ۴۰             | ۲۸           | ۳۰                  | ۳۵۰                 |
| برازجان                | بخش مرکزی شهرستان فیروزآباد       | سرگرد           | ۱۳۰۰           | ۷۰             | ۲۰           | ۴۰                  | ۱۵۰                 |
| بنه خفرک               | بخشی نامعلوم در شهرستان فیروزآباد | بنه خفرک        | ۲۲۰            | ۱۵             | ۱۰           | ۸                   | ۲۰                  |
| بنگو علیا              | بخشی نامعلوم در شهرستان فیروزآباد | روستا نامعلوم   | ۲۰۰            | ۰              | ۰            | ۳۰                  | ۰                   |
| تاج‌آباد                | بخش مرکزی شهرستان فیروزآباد       | نودران          | ۲۰۰۰           | ۶۰             | ۱۵           | ۳۲                  | ۲۰۰                 |
| ترک امیر               | بخشی نامعلوم در شهرستان فیروزآباد | روستا نامعلوم   | ۵۰۰۰           | ۱۲۵            | ۲۰           | ۳۰                  | ۶۰۰                 |
| تشویه                  | بخشی نامعلوم در شهرستان فیروزآباد | تشویه           | ۱۰۰            | ۱۰             | ۲۰           | ۱۵                  | ۲۵                  |
| جانی‌آباد               | بخشی نامعلوم در شهرستان فیروزآباد | جانی‌آباد        | ۸۰۰            | ۱۰             | ۴۰           | ۳                   | ۴۰                  |
| جایدشت                 | بخش مرکزی شهرستان فیروزآباد       | جایدشت          | ۷۵۰            | ۱۳۰            | ۲۵           | ۵۰                  | ۲۰۰                 |
| جسون                   | بخش مرکزی شهرستان فیروزآباد       | دهنو            | ۲۰۰۰           | ۱۲۰            | ۱۵           | ۴                   | ۱۵۰۰                |
| جنویه                  | بخشی نامعلوم در شهرستان فیروزآباد | مرند            | ۱۵             | ۶              | ۲۰           | ۰                   | ۰                   |
| حسن‌آباد سارونی         | بخش مرکزی شهرستان فیروزآباد       | حسین‌آباد سارونی | ۵۰۰۰           | ۳۶۰            | ۲۰           | ۲۵                  | ۱۰۶                 |
| خوش آبجان              | بخشی نامعلوم در شهرستان فیروزآباد | خوش آبجان       | ۲۰۰            | ۹              | ۰            | ۵                   | ۱۰                  |
| خیرآباد                | بخش مرکزی شهرستان فیروزآباد       | نودران          | ۵۰۰۰           | ۱۲۰            | ۱۵           | ۲۰                  | ۲۰۰                 |
| رودجه                  | بخش مرکزی شهرستان فیروزآباد       | حسین‌آباد سرگرد  | ۸۰۰            | ۴۰             | ۴۰           | ۰                   | ۴۰                  |
| زین‌آباد                | بخشی نامعلوم در شهرستان فیروزآباد | زین‌آباد         | ۲۰۰            | ۳۰             | ۰            | ۴                   | ۱۰                  |
| سروگ                   | بخشی نامعلوم در شهرستان فیروزآباد | نارک            | ۳۰۰            | ۳              | ۱۲           | ۱۰                  | ۱۶                  |
| سرچشمه                 | بخشی نامعلوم در شهرستان فیروزآباد | کارزین          | ۲۰۰۰           | ۱۰             | ۰            | ۰                   | ۲۰۰                 |
| سمنگی                  | بخشی نامعلوم در شهرستان فیروزآباد | روستا نامعلوم   | ۱۵۰            | ۱۲             | ۱۰           | ۱۵                  | ۸۰۰                 |
| سهل‌آباد                | بخش مرکزی شهرستان فیروزآباد       | سهل‌آباد         | ۲۰۰۰           | ۳۶۰            | ۱۸           | ۰                   | ۳۰۰                 |
| شارده                  | بخشی نامعلوم در شهرستان فیروزآباد | زاخویه          | ۳۵۰            | ۰              | ۰            | ۴                   | ۱۰                  |
| شارده                  | بخشی نامعلوم در شهرستان فیروزآباد | روستا نامعلوم   | ۲۰۰            | ۲۰             | ۲۰           | ۳                   | ۰                   |
| شبانکاره               | بخشی نامعلوم در شهرستان فیروزآباد | شبانکاره        | ۳۰۰            | ۱۵             | ۲۰           | ۳۰                  | ۴۰                  |
| شورکویه مکویه          | بخشی نامعلوم در شهرستان فیروزآباد | شورکویه         | ۱۰۰۰           | ۳۰             | ۶۰           | ۰                   | ۲۰                  |
| فهلیان                 | بخشی نامعلوم در شهرستان فیروزآباد | روستا نامعلوم   | ۲۰۰۰           | ۵۰             | ۲۰           | ۳۰                  | ۳۰                  |
| قاسم‌آباد               | بخش مرکزی شهرستان فیروزآباد       | حسین‌آباد سرگرد  | ۱۰۰۰           | ۵۰             | ۳۶           | ۱۶                  | ۹                   |
| قلمدان                 | بخشی نامعلوم در شهرستان فیروزآباد | زاخویه          | ۱۵۰            | ۳              | ۰            | ۸                   | ۰                   |
| قنات حسن‌آباد           | بخشی نامعلوم در شهرستان فیروزآباد | روستا نامعلوم   | ۵۰۰۰           | ۱۲۵            | ۴            | ۷۵                  | ۱۰۰                 |
| له بنگرو               | بخش مرکزی شهرستان فیروزآباد       | حسن‌آباد سرگرد   | ۳۰۰            | ۱۵             | ۲۰           | ۰                   | ۴۰                  |
| ماده رختان             | بخشی نامعلوم در شهرستان فیروزآباد | قیروکارزین      | ۲۰۰۰           | ۸۰             | ۳۰           | ۲۵                  | ۱۵۰                 |
| محمدآباد               | بخش مرکزی شهرستان فیروزآباد       | محمدآباد        | ۷۰۰۰           | ۳۰۰            | ۱۰           | ۰                   | ۶۰۰                 |
| محمودآباد              | بخش مرکزی شهرستان فیروزآباد       | شبانکاره        | ۲۰۰۰           | ۱۰۰            | ۲۰           | ۰                   | ۱۵۰                 |
| محمودآباد              | بخشی نامعلوم در شهرستان فیروزآباد | کارزین          | ۵۰۰۰           | ۴۰۰            | ۱۰           | ۰                   | ۱۵۰                 |
| مرادآباد               | بخشی نامعلوم در شهرستان فیروزآباد | مرادآباد        | ۴۰۰            | ۳۰             | ۱۵           | ۱۵                  | ۳۰                  |
| مرندچشمه               | بخشی نامعلوم در شهرستان فیروزآباد | مرند            | ۱۵۰            | ۰              | ۰            | ۶۰                  | ۲۸۰                 |
| مزرعه                  | بخشی نامعلوم در شهرستان فیروزآباد | روستا نامعلوم   | ۱۰۰            | ۷              | ۱۵           | ۲                   | ۰                   |
| مزرعه                  | بخشی نامعلوم در شهرستان فیروزآباد | روستا نامعلوم   | ۲۰۰            | ۱۲             | ۰            | ۴                   | ۳۰                  |
| مزرعه پهن              | بخشی نامعلوم در شهرستان فیروزآباد | زاخوریه         | ۴۵۰            | ۸۰             | ۸            | ۱۰                  | ۲۰                  |
| مضفری                  | بخشی نامعلوم در شهرستان فیروزآباد | مظفری           | ۱۶۰۰           | ۸۰             | ۳۰           | ۰                   | ۰                   |
| مظفری                  | بخش مرکزی شهرستان فیروزآباد       | ده بین          | ۶۰۰۰           | ۳۵۰            | ۱۵           | ۰                   | ۴۰۰                 |
| منگنویه                | بخشی نامعلوم در شهرستان فیروزآباد | روستا نامعلوم   | ۱۱۰۰           | ۵۸             | ۲۶           | ۱۰                  | ۰                   |
| منگنویه                | بخشی نامعلوم در شهرستان فیروزآباد | روستا نامعلوم   | ۳۰۰            | ۱۵             | ۵            | ۱۲                  | ۰                   |
| مهکویه سفلی            | بخشی نامعلوم در شهرستان فیروزآباد | مهکویه سفلی     | ۵۰۰            | ۲۵             | ۵            | ۰                   | ۳۰                  |
| مورج شهرک              | بخش مرکزی شهرستان فیروزآباد       | مورج شهرک       | ۵۰۰            | ۳۰             | ۲۲           | ۲۶                  | ۰                   |
| موشکان                 | بخش مرکزی شهرستان فیروزآباد       | موشکان          | ۱۰۰۰           | ۵۰             | ۲۰           | ۰                   | ۶۰                  |
| ناخونیه                | بخشی نامعلوم در شهرستان فیروزآباد | هفت آسیاب افزر  | ۳۰۰            | ۳۰             | ۱۴           | ۴                   | ۱۰                  |
| نظام‌آباد               | بخشی نامعلوم در شهرستان فیروزآباد | کردین           | ۲۰۰۰           | ۱۸۰            | ۳۰           | ۰                   | ۴۰                  |
| نهراب                  | بخش مرکزی شهرستان فیروزآباد       | نهراب           | ۲۰۰۰           | ۱۵             | ۲۰           | ۰                   | ۶۰                  |
| هادی‌آباد               | بخشی نامعلوم در شهرستان فیروزآباد | دهرم            | ۲۱۶            | ۱۸             | ۸            | ۵                   | ۱۳                  |
| هفت آسیاب              | بخشی نامعلوم در شهرستان فیروزآباد | هفت آسیاب       | ۱۰۰۰           | ۵۰             | ۲۰           | ۵۰                  | ۲۰۰                 |
| ویس‌آباد                | بخشی نامعلوم در شهرستان فیروزآباد | قنات باغ        | ۲۰۰            | ۲۴             | ۵            | ۶                   | ۱۰۰                 |
| ویس‌آباد کوچک           | بخشی نامعلوم در شهرستان فیروزآباد | ویس‌آباد         | ۲۰۰            | ۱۵             | ۴            | ۱۰                  | ۵                   |
| پیرغیب                 | بخشی نامعلوم در شهرستان فیروزآباد | روستا نامعلوم   | ۸۰۰            | ۵۰             | ۲۵           | ۷                   | ۱۵۰                 |
| پیروکان                | بخشی نامعلوم در شهرستان فیروزآباد | پیروکان         | ۳۰۰            | ۱۵             | ۱۰           | ۸                   | ۱۰                  |
| چشمه تنگ جلالی         | بخشی نامعلوم در شهرستان فیروزآباد | روستا نامعلوم   | ۱۰             | ۰              | ۰            | ۲                   | ۰                   |
| چشمه مزرعه کدو-زال بگی | بخشی نامعلوم در شهرستان فیروزآباد | روستا نامعلوم   | ۱۲۰۰           | ۰              | ۰            | ۴                   | ۰                   |
| کبرویه                 | بخشی نامعلوم در شهرستان فیروزآباد | مظفری           | ۳۵۰            | ۳۸             | ۳۰           | ۳                   | ۵                   |
| کدو                    | بخشی نامعلوم در شهرستان فیروزآباد | دهرم            | ۱۵۰۰           | ۱۰۴            | ۱۰           | ۵                   | ۵                   |
| کریم بیگی              | بخشی نامعلوم در شهرستان فیروزآباد | هفت آسیاب       | ۱۰۰۰           | ۶۳             | ۱۵           | ۳                   | ۰                   |
| کماسنج                 | بخشی نامعلوم در شهرستان فیروزآباد | کماسنج          | ۵۰۰            | ۱۵             | ۲۵           | ۱۰                  | ۰                   |
| کمال‌آباد               | بخش مرکزی شهرستان فیروزآباد       | کمال‌آباد        | ۲۰۰۰           | ۱۳۰            | ۲۵           | ۰                   | ۴۰                  |
| کندران                 | بخشی نامعلوم در شهرستان فیروزآباد | روستا نامعلوم   | ۳۰۰۰           | ۱۰۰            | ۱۵           | ۳۰                  | ۴۰                  |